# Мале Лаще
Мале Лаще (словен. Male Lašče) — поселення в общині Велике Лаще, Осреднєсловенський регіон, Словенія. 
Висота над рівнем моря: 521 м.